# Crotalaria spathulato-foliolata
Crotalaria spathulato-foliolata là một loài thực vật có hoa trong họ Đậu. Loài này được Torre miêu tả khoa học đầu tiên.